# Кліп-кришка

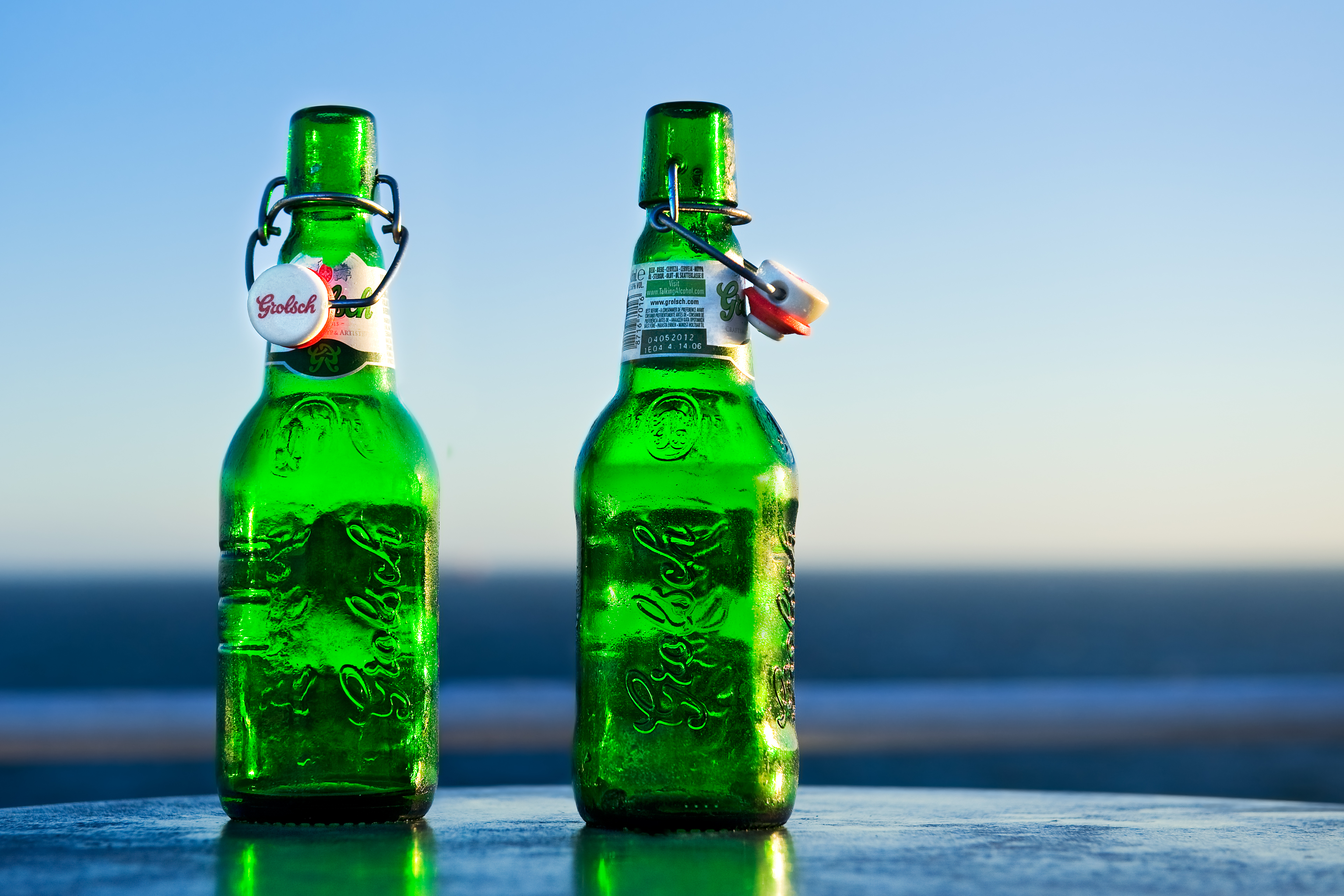
Пивні пляшки голландської пивоварні Grolsch

Кліп-кри́шка — тип кришки з кліп-кріпленням. Сама кришка прикріплена до виготовленого з дроту важеля перемикання. За допомогою важеля проводять закривання або відкривання пляшки. Кришки, як правило, зроблені з порцеляни, а ущільнення для герметизації виконане у вигляді гумового кільця. Такі типи кришок використовують, в основному, для герметизації пляшок, вміст яких перебуває під тиском діоксиду вуглецю. Відкривання і закривання здійснюється вручну, і не вимагає ніяких допоміжних пристроїв (наприклад, відкривачки для пляшок). 

## Історія

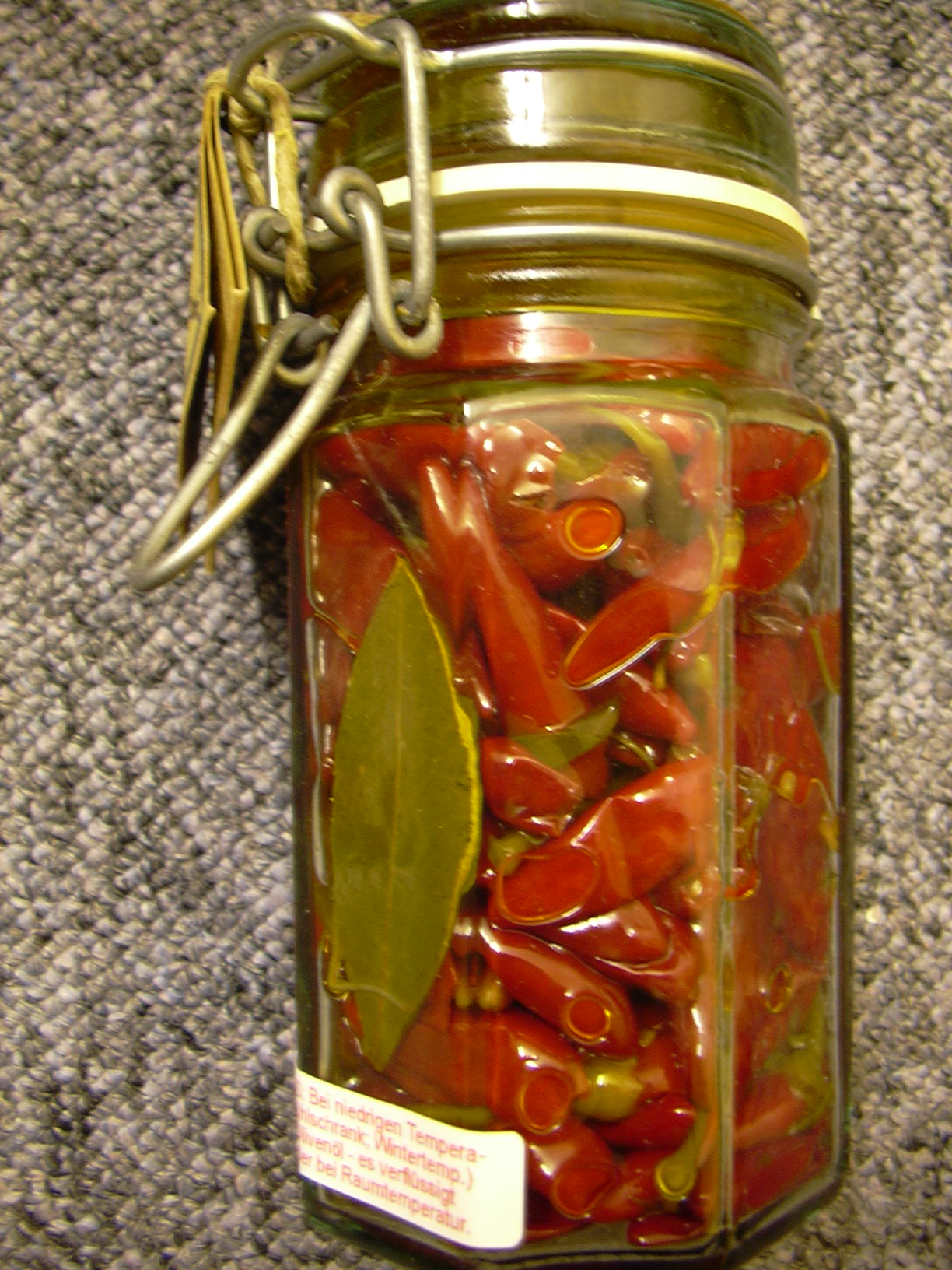
Пресерви, закриті кришкою із защібкою типу "Bail"

До винайдення кліп-кришок пляшки, зазвичай, закупорювалися корками, які вимагали застосування спеціальних пристосувань для відкорковування, що створювало незручності для користувачів. 
Попередниками кліп-кришок були кришки із «защібками» типів "Bail" або "Kilner", винайдені у 1859-му. Їх конструкції могли відрізнятися в залежності від того, яку тару закривали ці кришки – пляшки, банки, каністри, ящики чи коробки. 
Перший патент на кліп-кришку для пляшок було видано Чарльзу Квіллфельду у США від 30 листопада 1874 за номером 158406.
У Німеччині у 1877-му році Карлом Дитріхом  була винайдена і розроблена кліп-кришка, виробництво якої було налагоджене на заснованому Миколою Фріцнером заводі. 
Цей тип кришок був домінантним для закупорювання газованих напоїв аж до винайдення кроненпробки у 1892 році.

## Галерея

Різні типи кліп-кришок
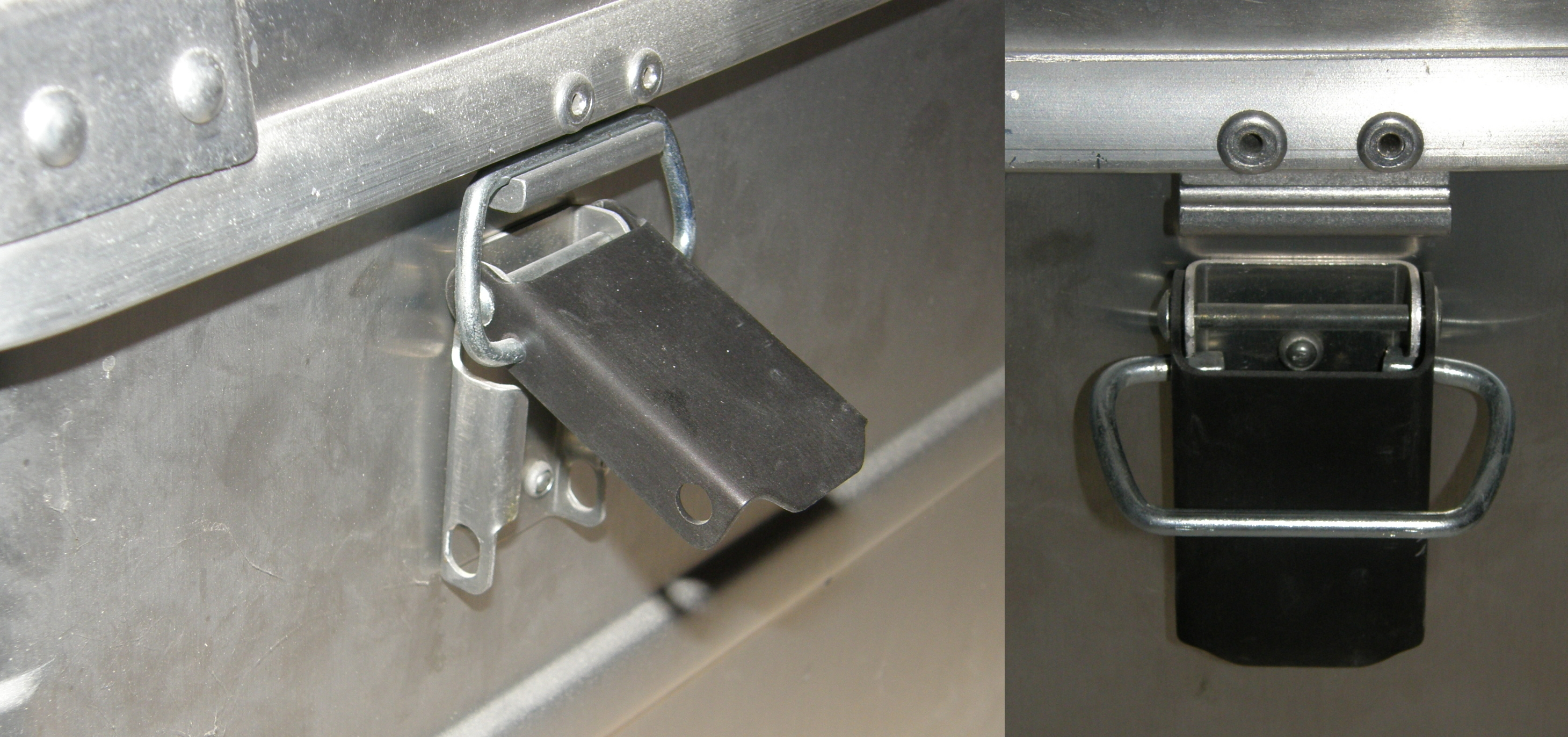
Кришка скриньки із защібкою типу "Bail"
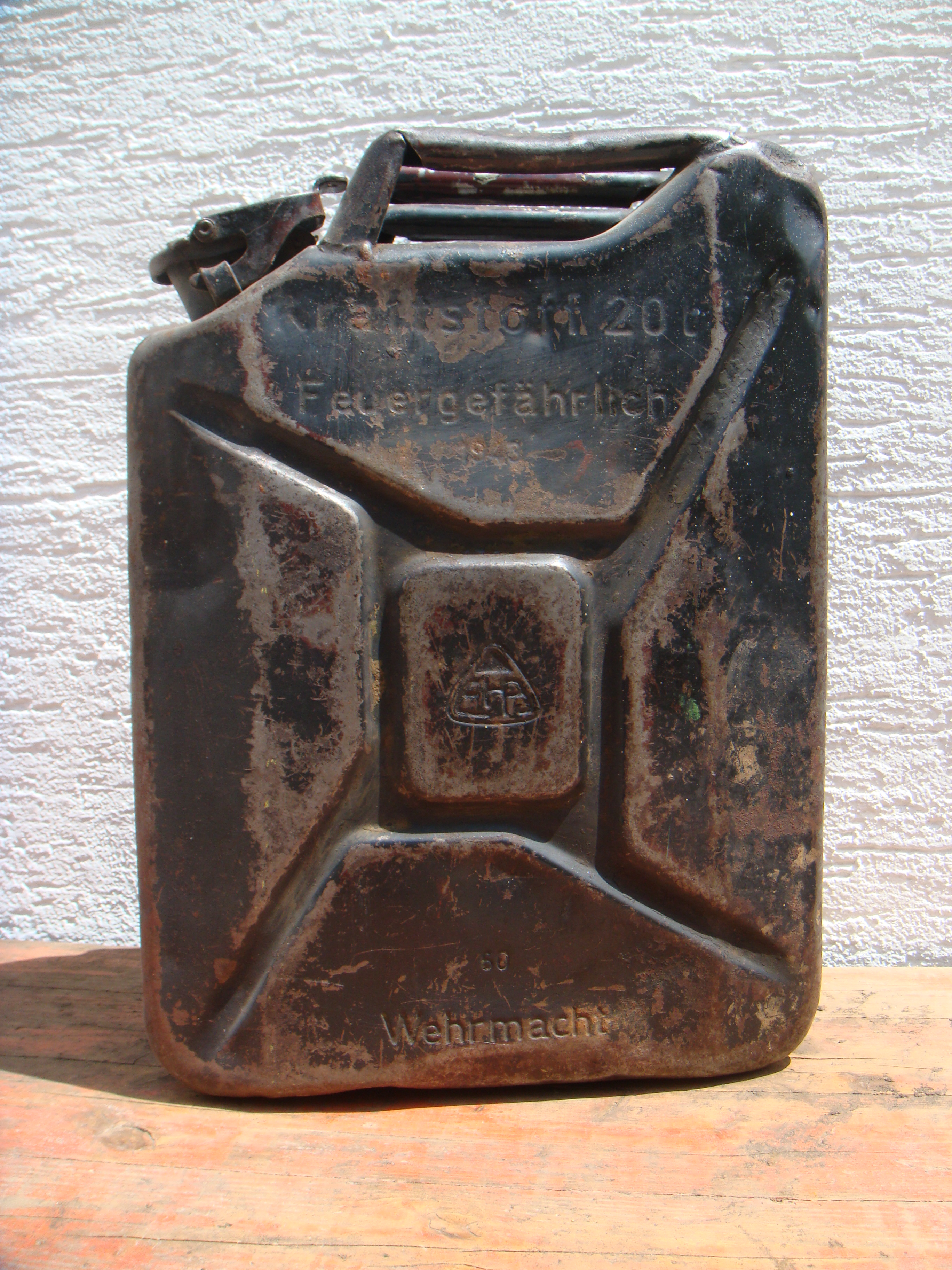
Стара німецька каністра із кліп-кришкою
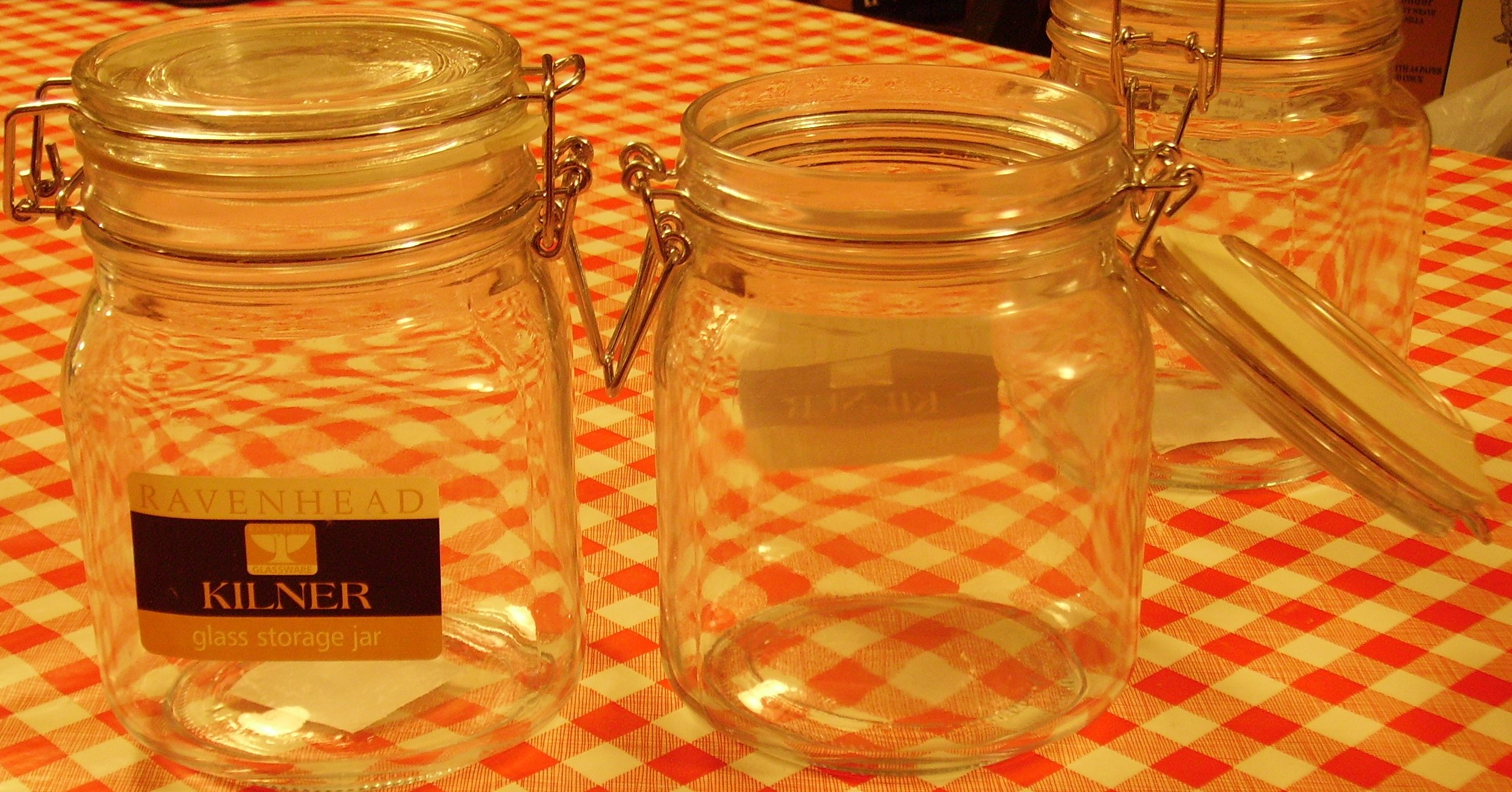
Банки для пресервів (відкрита та закрита)
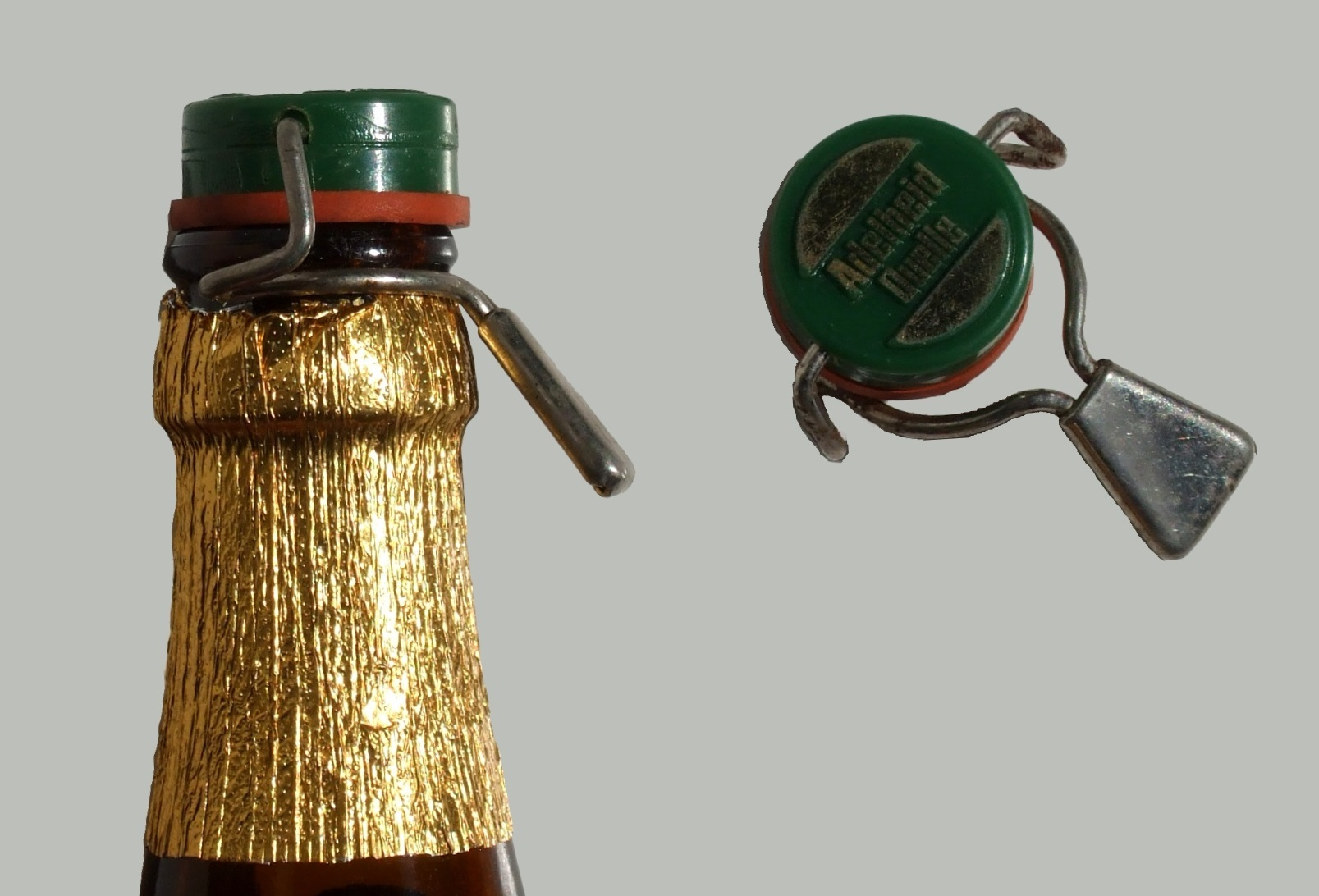
Фліп-кришка на пляшці, призначеній для крончатих кришок
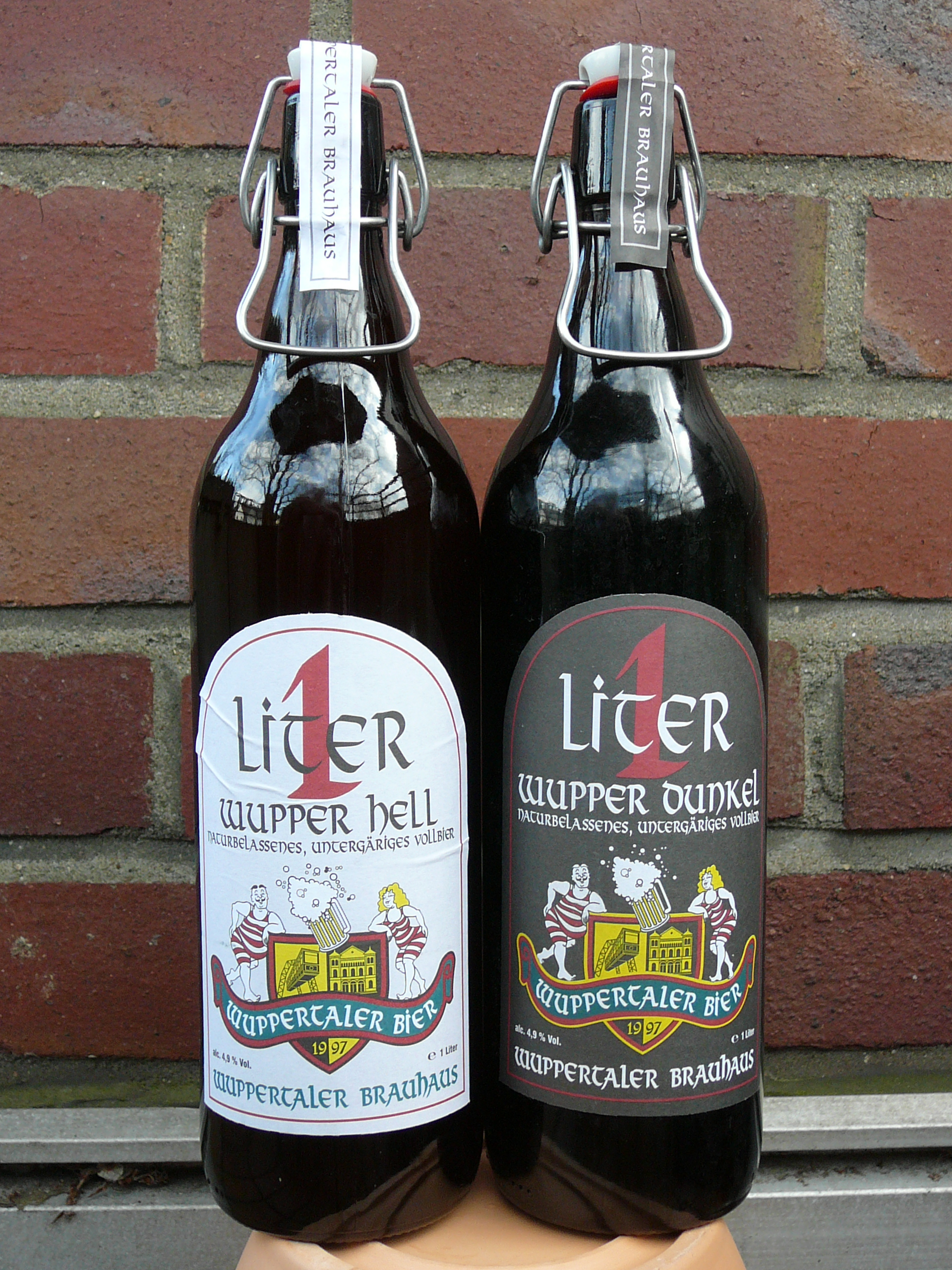
Пивні пляшки із кліп-кришками
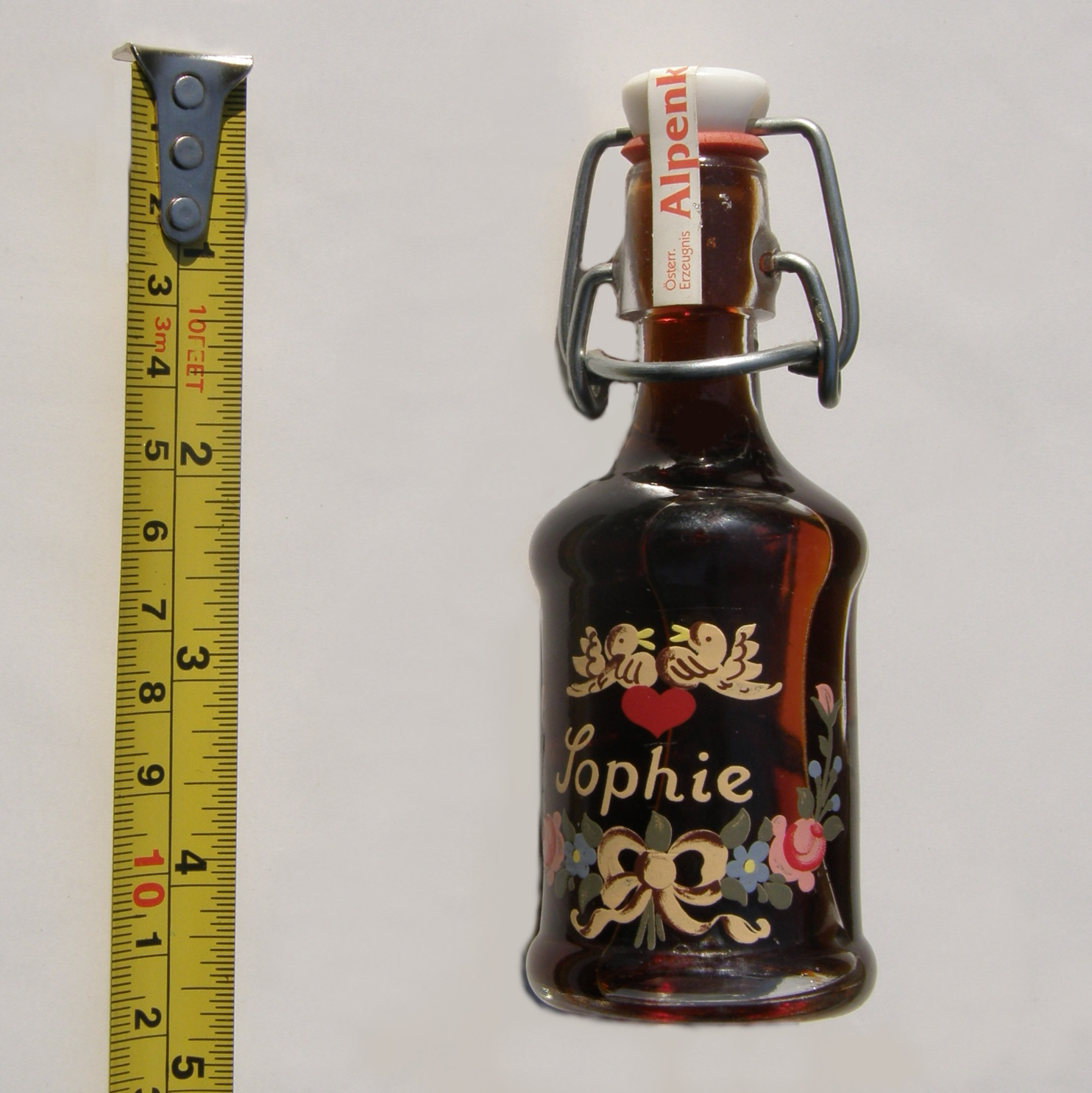
Міні-пляшка із трав'яним лікером
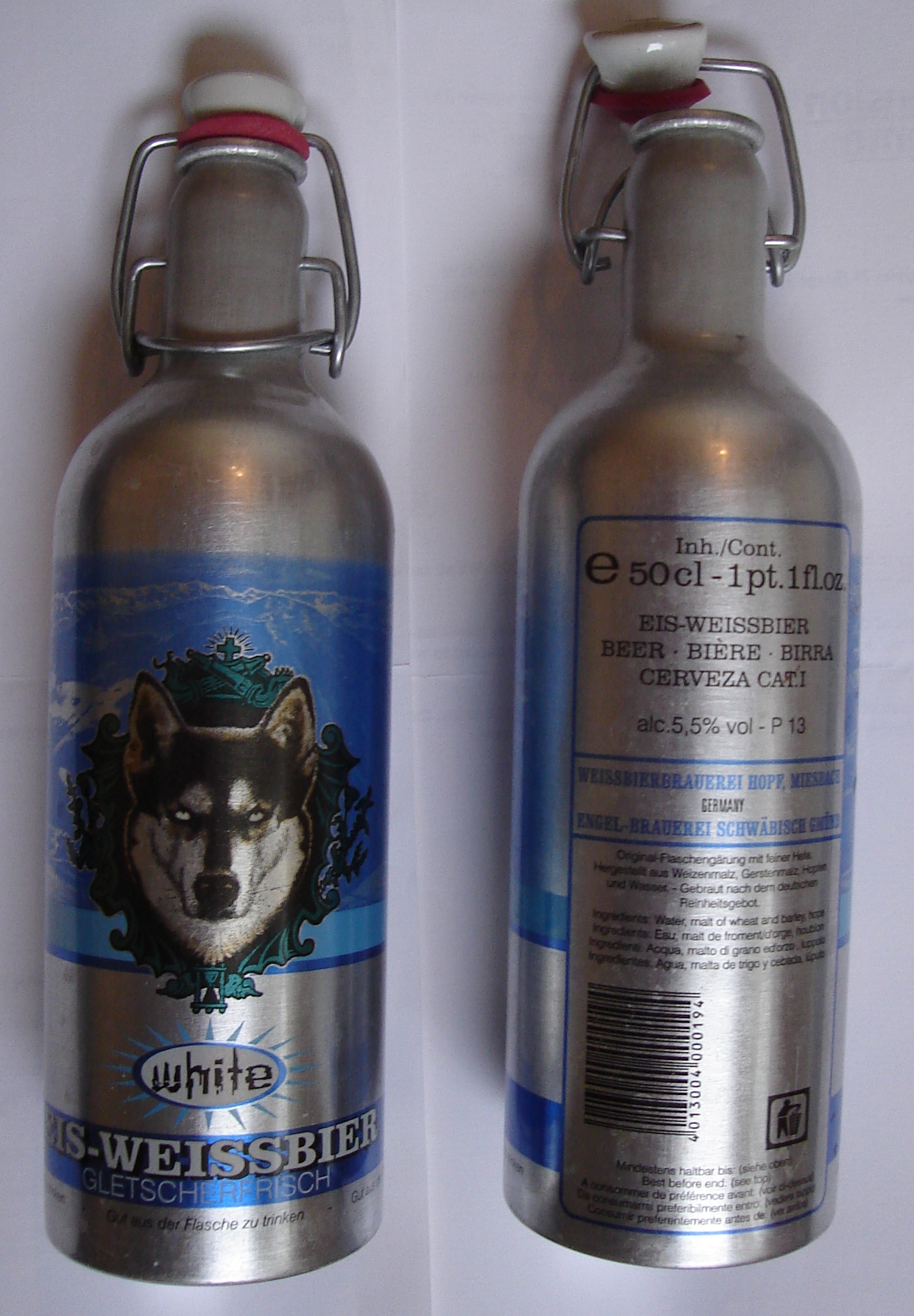
Алюмінієві пляшки із кліп-кришками
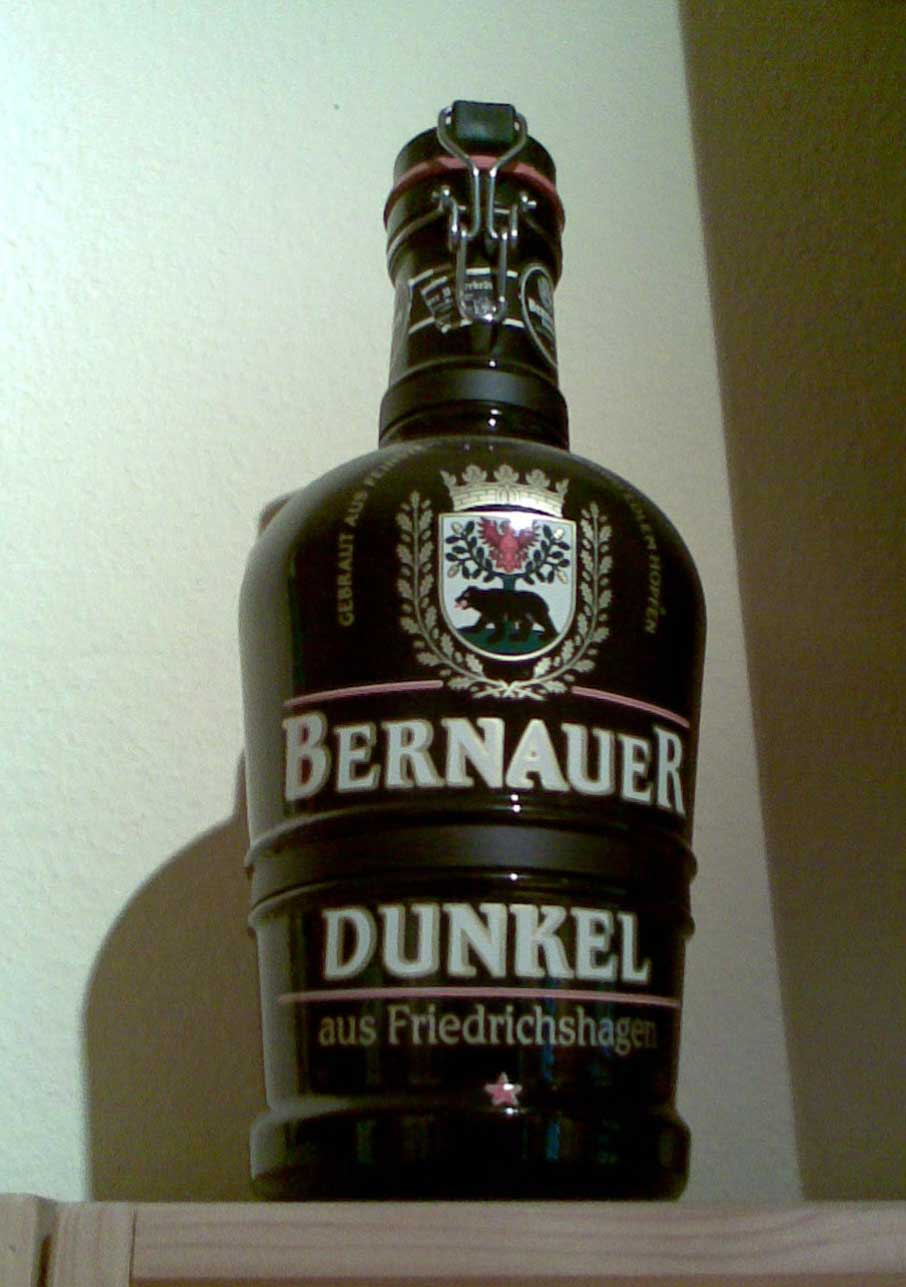
Велика пивна пляшка із кліп-кришкою